# 卡佩勒-奥普登博斯
卡佩勒-奥普登博斯（荷蘭語：Kapelle-op-den-Bos，荷蘭語發音：[kaːˌpɛlə ʔɔb dɛm ˈbɔs]）是比利时弗拉芒大区弗拉芒布拉班特省哈勒-维尔福德区的一个市镇，北与安特衛普省接壤，通行荷蘭語，是弗拉芒社群的一部分，面积15.25平方千米，人口9,396人（2018年1月1日）。